# Fritz Abromeit
Fritz Abromeit (* 30. Oktober 1923 in Essen; † 4. Oktober 2004) war ein deutscher Fußballspieler. Der zumeist als Halbstürmer im damals praktizierten WM-System agierende Spieler gewann 1953 mit seinem Verein Rot-Weiss Essen den erstmals nach dem Zweiten Weltkrieg ausgespielten DFB-Pokal.

## Laufbahn
Abromeit verbrachte seine gesamte Karriere, die von 1942 bis 1957 dauerte, bei Rot-Weiss Essen. Sein Debüt gab er am 20. Dezember 1942 in der Auswärtspartie gegen den VfL Benrath (9. Spieltag, Gauliga Niederrhein). Hier gelangen ihm auf Anhieb 3 Tore. Diese Trefferquote überbot er beim 8:0-Auswärtssieg bei Rot-Weiss Oberhausen, wo ihm sogar 5 Treffer gelangen. Während der ersten Spielzeiten nach dem Zweiten Weltkrieg – in der Saison 1947/48 gewann er mit RWE nach einem Entscheidungsspiel die Meisterschaft in der Landesliga Niederrhein und setzte sich danach in der Aufstiegsrunde zur Oberliga West gegen den Duisburger SpV und Tura 86 Essen durch – traf er für seine Roten regelmäßig. Er war kein Stammspieler, konnte aber immer wieder Lücken durch Abgänge oder Verletzungen schließen. Im Debütjahr in der Oberliga West, 1948/49, erreichte er mit RWE die Vizemeisterschaft; er hatte dabei in 17 Ligaeinsätzen drei Tore erzielt.
Insgesamt bestritt er 67 Oberligaspiele und erzielte dabei 30 Tore. Er stand zwar im DFB-Pokalfinale 1953, nicht aber im Finale um die Deutsche Meisterschaft 1955. Beim Pokalerfolg gegen Alemannia Aachen bildete er mit Helmut Rahn, Franz Islacker, August Gottschalk und Bernhard Termath den Angriff des Pokalsiegers. Am 12. Oktober 1955 erzielte der Stürmer das einzige Europapokaltor in der RWE-Geschichte in Edinburgh, bei der Erstaustragung des Europapokals der Landesmeister 1955/56. Nach der Saison 1956/57, Abromeit hatte nochmals fünf Spiele (1 Tor) in der Oberliga West absolviert, beendete er seine langjährige Spielerlaufbahn
Abromeit, der auf der Kokerei „Emil-Emscher“ arbeitete, verkörperte als einer der letzten Spieler die Bergbautradition des Vereins. Er absolvierte viele Spiele vor dem Oberliga-Aufstieg 1948, dazu unzählige Freundschafts-, Reserve-, Jugend- und Alte-Herren-Spiele für die Rot-Weissen.